# クレオパ

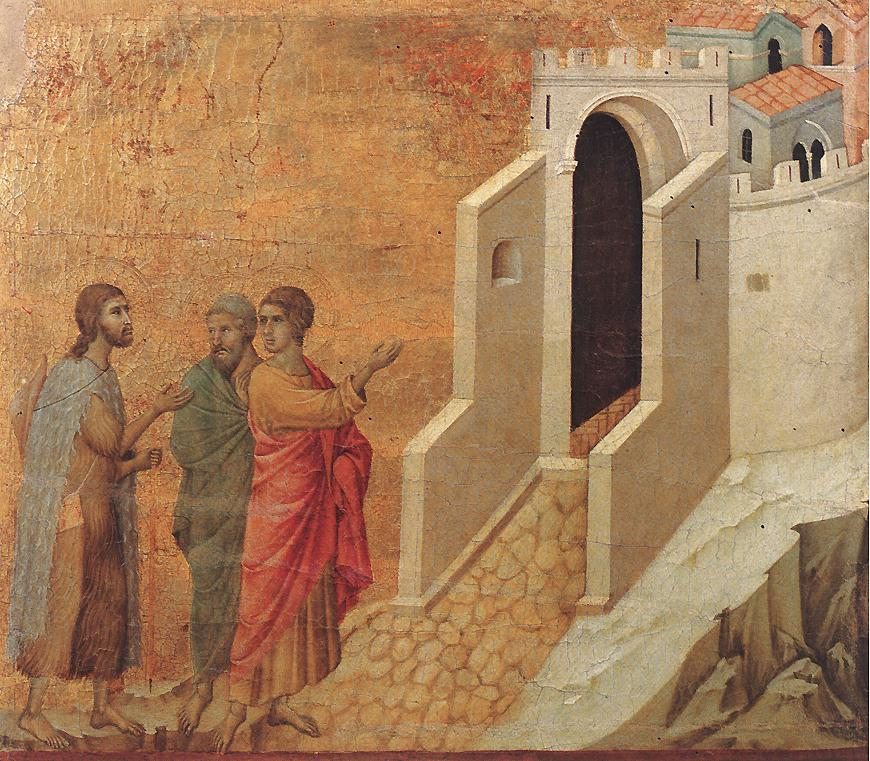
ドゥッチョ・ディ・ブオニンセーニャによって描かれたエマオの途上でキリストと出会うクレオパ

クレオパ（英語: Cleopas）は、新約聖書に登場する人物である。クレオパトロスの短縮形である。
イエス・キリストが復活した日の午後に、エマオの途上でイエスに出会った2人の弟子のうちの一人である。クレオパとクロパは同一視されることがある。